# タミル文字の簡略化

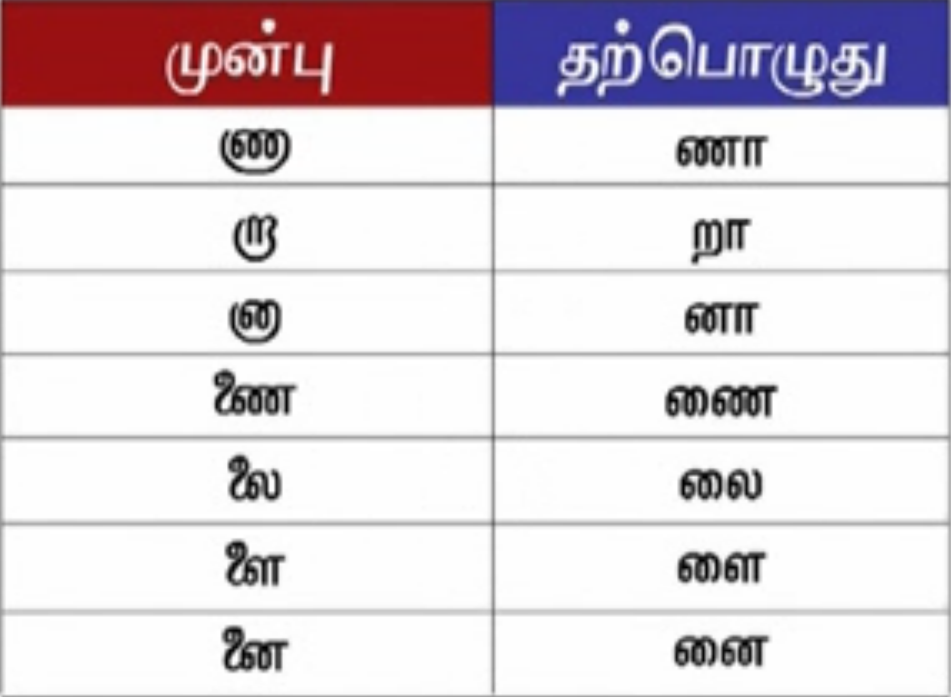
左側の文字は以前まで使用されていたタミル文字で右側の文字は左側の文字の代わりに使用されているタミル文字である。

タミル文字の簡略化（タミルもじのかんりゃくか、英: Simplified Tamil script, Reformed Tamil script）とは、タミル・ナードゥ州の政府主導で行われたタミル文字を置き換えた運動を指す。
1978年、タミル・ナードゥ州の政府はタミル文字を近代化させるためにいくつかのタミル語の音節を簡略化した。これによって、タミル文字においてあまり使用されていなかった ஆ（ā）、ஒ（o）、ஓ（ō）および ஐ（ai）のような合字を標準化させることを試みた。
簡略化により、அய்（ay）の代わりの ஐ（ai）および、அவ்（av）の代わりの ஔ（au）を除いた15文字中13文字を結果として置き換えることができた。

## 歴史
タミル文字の簡略化にはクットゥシ・グルサーミ（Kuthusi Gurusamy）が大きく携わっている。タミル文字の簡略化の動きは1947年にペリヤール・E.V.ラーマサーミによってタミル文字の改革のための委員会が設立され、1951年にタミル・ナードゥ州政府はタミル文字の変更を試みたが、結果として変更されることはなかった。これはペリヤール自身がかつて新聞の活字組版工であったことから、この改革によってタミル文字の組版作業を容易にすることができると感がえ、行われた。クットゥシ・グルサーミはペリヤールの改革運動の一員として加わっていた。
この運動を経て、20世紀にはいくつかのタミル文字の簡略化に向けた運動が行われた。タミル純粋主義運動も相まって、それまで使用されていたグランタ文字から（ஜ（ja）、ஷ（sha）、ஸ（sa）、ஹ（ha）を除いた）多くのグランタ文字の子音を排除して、現代タミル文字を標準化することに繋がった。